# Mita
Mita – system obowiązkowego świadczenia pracy przez ludność indiańską, funkcjonujący na terenach Ameryki Południowej kolonizowanych przez Hiszpanów. 
W ramach mity każda wioska indiańska zobowiązana była dostarczyć do pracy w kopalniach (tzw. mita górnicza) czy w wielkich gospodarstwach rolnych na okres roku przeciętnie 7% spośród ogólnej liczby dorosłych i zdrowych mężczyzn. Robotników świadczących pracę w ramach tego systemu nazywano wówczas mitayos. Mitę wprowadzili jeszcze Inkowie w czasach imperium Tahuantinsuyu – pozwalała między innymi na realizację wielkich przedsięwzięć inwestycyjnych, jak budowa systemu nowoczesnych dróg czy miast z monumentalnymi obiektami. Hiszpanie stosowali mitę w latach 1573–1812.